# Tainstvennaja stena
Tainstvennaja stena (russisk: Таинственная стена) er en sovjetisk spillefilm fra 1967 af Irina Povolotskaja og Mikhail Sadkovitj.

## Medvirkende
- Lev Kruglyj - Jegor Lomov
- Tatjana Lavrova - Lena
- Irakli Uchaneishvili - Andrej Iraklievich Erdeli
- Andrej Mironov - Valentin Karpukhin